# 1 E9 m
Pour aider à comparer les ordres de grandeur des différentes longueurs, voici une liste de longueurs de l'ordre de 109 m, soit 1 million de kilomètres ou 1 Gm (gigamètre) :
- 1,2 million de kilomètres : distance moyenne du satellite Titan de Saturne,
- 1,4 million de kilomètres : diamètre du Soleil,
- 1,5 million de kilomètres : distance fixe à la Terre du James Webb Space Telescope, télescope spatial positionné au point de Lagrange L2 du système Terre-Soleil.